# Guillermo Varas
Guillermo Varas Contreras (Santiago, 26 de noviembre de 1892-Viña del Mar, 27 de noviembre de 1968) fue un abogado y político chileno, miembro del Partido Conservador Tradicionalista (PCT). Se desempeñó como ministro de Salubridad, Previsión y Asistencia Social entre 1948 y 1950, durante el gobierno del presidente Gabriel González Videla.
Durante su labor como ministro, tuvo que afrontar un incendio, ocurrido el 3 de diciembre de 1948, el cual destruyó por completo la antigua Escuela de Medicina de la Universidad de Chile, ubicada en el sector de «La Chimba», en la comuna de Independencia, otorgando la ayuda necesaria a los alumnos de la posterior facultad.
Fue además, integrante de la Corte de Apelaciones de Santiago y consejero de la Caja de Empleados Municipales (CEM).

## Familia y estudios
Hijo de Fernando Varas Ossa y Josefina Contreras Villegas, estuvo casado con Magdalena Guzmán Guzmán (hija de Juan Antonio Guzmán Cruz y Magdalena Guzmán Ovalle), con quien tuvo cuatro hijos: Eugenio (abogado, militante conservador, quien fuera superintendente de Seguros), Gabriela, María Magdalena (abogada y militante conservadora) y Luz. Realizó sus estudios en la carrera de derecho en la Universidad de Chile, egresando como abogado.